# Byker
Byker är en stadsdel i Newcastle upon Tyne, i distriktet Newcastle upon Tyne, i grevskapet Tyne and Wear, i England. Stadsdelen hade 12 032 invånare år 2021. Byker var en civil parish 1866–1914 när blev den en del av Newcastle upon Tyne. Civil parish hade 48 709 invånare år 1911.